# .bo
.bo je internetová národní doména nejvyššího řádu pro stát nebo území Bolívie.